# Носкович, Нина Алексеевна
Нина Алексеевна Носкович (8 февраля 1911 — 1995) — советский художник-иллюстратор.

## Биография
Нина Алексеевна Лекаренко родилась в Санкт-Петербурге в 1911 году. Окончила 53-ю советскую школу (бывшая гимназия М. Н. Стоюниной). Училась в Академии художеств на отделении газет, журналов и детской книги, затем перевелась в Московский полиграфический институт.
С 1931 года и до ареста работала в ленинградском отделении издательства «Детская литература» под руководством художника В. В. Лебедева, публиковала свои работы, в частности, в детском журнале «Чиж». Известны по меньшей мере два портрета Нины Лекаренко, выполненные Лебедевым. Один из них находится в Саратовском Радищевском музее.
Трижды (если не считать фиктивный брак) была замужем. Второй муж, Михаил Натанович Борисов, в январе 1937 года был арестован, 5 мая того же года приговорён по статье 58 к расстрелу, приговор приведён в исполнение 6 мая 1937 года.
Нина Алексеевна была арестована осенью 1937 года как член семьи изменника родины (ЧСИР) и осуждена на 5 лет. В заключении находилась в Томском лагере для членов семей изменников Родины, с 1939 года — в ПромИТК № 1 Сиблага (станция Яя, Западно-Сибирский край). Была освобождена 1 сентября 1942 года и направлена для работы на производстве на Таштагольский лесозавод, Горно-Шорский район Новосибирской области (ныне — Кемеровской область) с прикреплением до окончания войны.
В августе 1943 года, после окончания срока ей удалось приехать к родственникам в Каменск-Уральский, затем она жила в Луге, где познакомилась  с искусствоведом Виктора Носковичем и вышла за него замуж. В 1946 году вернулась в Ленинград. После возвращения из ссылки работала в различных ленинградских издательствах. Иллюстрировала много книг, журналов. Реабилитирована Военным трибуналом ЛВО 22.02.1957. Автор воспоминаний о пережитом (частично опубликованы), о Михаиле Зощенко, Данииле Хармсе, с которыми была знакома.
Скончалась в 1995 году.

### Даты жизни
- 1911 год — родилась в Санкт-Петербурге.
- 1928—1930-е годы — учится в Академии художеств и Московском полиграфическом институте. Не окончила из-за ареста.
- 1929 год — восемнадцати лет, на втором курсе Академии, Нину направили на месяц на практику в журнал «Бегемот», где она познакомилась с Михаилом Зощенко; знакомство перешло в дружбу, продолжавшуюся 7 лет, до ареста и последующей ссылки художницы[3].
- 1929—1930 годы — сотрудничает в художественном отделе журнала «Ревизор»[5].
- ? — первый раз выходит замуж, рождается дочь Нина (впоследствии петербургский филолог[6]). Брак не удался, развод.
- 1931—1937 годы — работает в ленинградском отделении издательства «Детская литература».
- 1935 год (?) — во второй раз выходит замуж, за Михаила Натановича Борисова, (р. 1910, г. Бендеры), начальника конструкторского бюро[7] завода «Двигатель».[8]
- 1937 год, 17 января — арест М. Н. Борисова.
- 1937 год, 5 мая — М. Н. Борисов приговорён[9] Военной коллегией Верховного Суда СССР.
- 1937 год, 6 мая — М. Н. Борисов расстрелян.[7]
- 1937 год, июнь — Нина Алексеевна даёт властям подписку о невыезде.
- 1937 год, осень — арест Нины Алексеевны как ЧСИР. 09.10.1937 осуждена ОС НКВД СССР к 5 годам лишения свободы[1] в исправительно-трудовых лагерях. Среди сокамерниц — Н. Н. Старосельская, Э. Д. Дониях (жена работника Коминтерна), Л. Монахова-Басюк, З. И. Маркарян и другие.
- 1937 год, сентябрь — отца и мать Борисова высылают из Ленинграда в Бухару. До окончания срока ссылки они умирают.
- 1937 год, октябрь — этап в г. Томск в телячьих вагонах, заключение в тюрьме. Среди сокамерниц — жена Бухарина Анна Ларина, жена Якира и другие.
- 1941 год, июнь — этап в Сиблаг, в Мариинский распределитель. Работает на «придурочной» должности в культурно-воспитательной части. Там же работал художник Усто-Мумин из Ташкента[10]. Привлекается к уборке урожая. Этап в Яю. Работает в клубе.
- 1942 год, осень — окончание срока приговора. До особого разрешения запрещается выезжать из Сибири. Выдают справку об освобождении. Для места поселения определён пос. Чугунаш вблизи Таштагола (Горная Шория). Работает кассиром лесоучастка.
- 1943 год — фиктивно выходит замуж за Касачёва, чтобы иметь возможность (не под своей фамилией) в августе съездить к дяде в Каменск-Уральский. Видится с дочерью.
- 1943—1944 годы — проживает в Таштаголе, работает в клубе художником.
- 1945 год — родные стараются сделать вызов в Ленинград. Нина Алексеевна получает так называемый «лихорадящий» паспорт, дающий право жить за 101-м км от больших городов. Живёт в Луге.
- 1950 год — в Луге знакомится с Виктором Семеновичем Носковичем, выходит за него замуж (третье замужество).
- 1953 год — получает разрешение жить в Ленинграде.
- 1955 год, лето — выезжает в командировку на Ямал, вместе с Виктором Носковичем, чтобы выполнить зарисовки с натуры для иллюстрирования азбуки для национальных школ — ненцев и селькупов.
- 1957 год — реабилитирована Трибуналом Ленинградского военного округа.
- 1977 год — скончался муж В. С. Носкович.
- 1980-е годы (?) — устанавливает памятную доску в Левашовской пустоши, где предположительно находится расстрелянный М. Н. Борисов, второй муж.

## Работы

### Книги
- Композитор А. А. Ашкенази, слова Б. Н. Тимофеева — Зелёный друг, Л. О. Музфонда СССР, 1950[11];
- Иван крестьянский сын и чудо-юдо. Русская народная сказка в обработке Михаила Булатова. Петрозаводск: Госиздат КФССР, 1956. 19 с. Тир. 300 тыс. экз.;
- Николай Маков — Забавные истории, Лениздат, 1957;
- Ганс Христиан Андерсен — Соловей, 1958;
- Василий Жуковский — Кот в сапогах;
- Самуил Маршак — Двенадцать месяцев;
- Алексей Толстой — Детство Никиты. Повесть — Петрозаводск: Госиздат Карел. АССР, 1958. — 119 с.
- Виктор Драгунский — Друг детства;
- Виктор Драгунский — Девочка на шаре;
- Лев Кассиль — Кондуит и Швамбрания;
- Аделаида Котовщикова — Кто моя мама. Детгиз, 1960;[12]
- Амусина, Розалия Михайловна. Круглая корзинка : Рассказы : [Для младш. возраста] / Рис. Н. Носкович. - Ленинград : Детгиз. [Ленингр. отд-ние], 1960. - 94 с.
- Парве, Ральф. Матросская шапка / Пер. с эст. Ю. Яковлева ; Рис. Н. Носкович. - Петрозаводск : Госиздат Карел. АССР, 1960
- Ян Леопольдович Ларри — Записки школьницы. Детгиз, 1961;
- Е. Балахонов, О. Солоникова, Н. Шереметьева — Родная песня. Л., ГУПИ, 1961;
- Вера Смирнова — Палочка с шариком. Детская литература, 1965;[13]
- Людмила Барбас — Путешествие в апрель. Детская литература, 1965;[14]
- Елена Верейская — Белая шубка. Детская литература, 1966;[15]
- В. С. Рушкис — Повесть о славных делах Волли Крууса и его верных друзей, Детская литература, 1967;[16]
- Август Копиш — Волшебные помощники. Пер. с нем. Ю. Коринец, Детская литература, 1967;[17]
- Сергей Воронин — Воинственный Жако. Детская литература, 1968;
- Руфь Зернова — Рассказы про Антона, Детская литература, 1968;[18]
- Астрид Линдгрен — Мы — на острове Сальткрока, пер. со швед. Л. Брауде и Е. Милехиной; вступ. статья Л. Брауде, ил.: Н. Носкович и Г. Фитингоф. — Л., Дет. лит. [Ленингр. отд-ние], 1971. — 176 с.;
- Морозко — русская народная сказка;
- Сестрица Алёнушка и братец Иванушка — русская народная сказка;
- Гуси-лебеди [Текст]: [Рус. нар. сказка : Для детей / Пересказал А. Толстой] — Петрозаводск, Карелия, 1977;
- Аленький цветочек: [Сказки ключницы Пелагеи. Для дошк. возраста] / С. Т. Аксаков — Петрозаводск, Карелия, 1983;
- Мы едем, едем, едем…: [Стихи. Для дошк. и мл. шк. возраста] / Сергей Михалков — Петрозаводск, Карелия, 1984;
- Солнцеколос: Сказки, рассказы В. А. Сухомлинского, сказки его учеников : [Для мл. и сред. шк. возраста / Составила В. Т. Кузнецова; Пер. В. Г. Широбоков, Г. Д. Данилов] — Ижевск, Удмуртия, 1989;
- Что такое? Кто такой? Загадки: [Для мл. шк. возраста] / Г. А. Ходырев, П. К. Поздеев, А. И. Вахрушева; [Худож. В. Б. Михневич, Н. А. Носкович] — Ижевск, Удмуртия, 1992;
- Гернет, Нина Владимировна — Хорошая вода, Изд-во: Речь, 2016 г., ISBN 978-5-9268-1660-7

### Периодика
- «Чиж»: И. Белышев, рисунки Н. Лекаренко. ПЕЧКА // Госиздат : журнал. — Л., Февраль, 1930. — № 2. — С. 11, тираж 50.000.
- «Чиж»: Даниил Хармс, рисунки Н. Лекаренко. МЫ СПЕШИМ СЕГОДНЯ В ШКОЛУ // ДЕТИЗДАТ ЦК ВЛКСМ : журнал. — Л., Сентябрь, 1936. — № 9, тираж 75.000.

- «Пионер»: Вал. Рушкис, рисунки Н. Носкович. Повесть о славных делах Волли Крууса и его верных друзей - покорителей Метсайыги (окончание) // ЦК ВЛКСМ и Центральный совет Всесоюзной пионерской организации им. В. И. Ленина, изд-во "Правда" : журнал. — М., Март, 1964. — № 3. — С. 65-74, тираж 565.000.
- и др.

### Выставки
К юбилею Салехарда на балюстраде Ямало-Ненецкого окружного музейно-выставочного комплекса им. И. С. Шемановского 12 сентября 2015 года открылась выставка «Салехард и салехардцы. Лето 1955 года». На выставке были представлены фотографии и графика художников Нины и Виктора Носкович, которые они выполнили летом 1955 года, во время командировки на Ямал. Целью являлись зарисовки детей с натуры, которые Нина Носкович сделала для учебника-азбуки национальных школ.
Носковичи были в Салехарде, Аксарке, на факториях, интересовались традициями, культурой и бытом жителей Ямала, отсняли 33 чёрно-белых фотоплёнки, 1043 кадра. Этот материал родственники Нины Носкович в 1996 году передали в Ямало-Ненецкий окружной краеведческий музей. Все фотоплёнки музей оцифровал в 2013—2014 годах.
Особый раздел выставки посвящён жизни и творчеству Нины и Виктора Носкович. Представлены графические работы Нины Носкович, хранящиеся в фондах окружного музея, иллюстрированная ею азбука для ненецких и селькупских школ, а также значки, выполненные по эскизам Виктора Носковича.